# Saison 1958-1959 de la Juventus FC
Maillots
Chronologie
Saison précédente Saison suivante
La saison 1958-1959 de la Juventus Football Club est la cinquante-sixième de l'histoire du club, créé soixante-deux ans plus tôt en 1897.
L'équipe de la ville de Turin prend part lors de cette saison à la 57e édition du championnat d'Italie (27e de Serie A), à la 11e édition de la Coupe d'Italie (en italien Coppa Italia), ainsi qu'à la 4e édition de la Coupe des clubs champions européens.

## Historique
Fort de ce succès en championnat obtenu dans la manière lors de la saison précédente, les piémontais, toujours emmenés par le même duo Umberto Agnelli (président) - Ljubiša Broćić (entraîneur), veulent garder leur titre acquis dans la manière.
Pour son mercato, la Juventus FC enregistre tout d'abord l'arrivée au sein de son effectif du défenseur Ernesto Càstano, ainsi que des milieux de terrain Piero Aggradi (retour au club), Luigi Fuin et Gianfranco Leoncini, tandis qu'en attaque retourne au club pour une ultime saison Ermes Muccinelli (ancienne légende bianconera), suivi de Francesco Stacchino et du suédois Karl-Erik Palmér.
Emmené par son désormais célèbre et incontournable « Trio magique » (Boniperti-Charles-Sívori), la Juve prend part à la fin de l'été à sa première compétition de l'année, la Serie A 1958-1959.

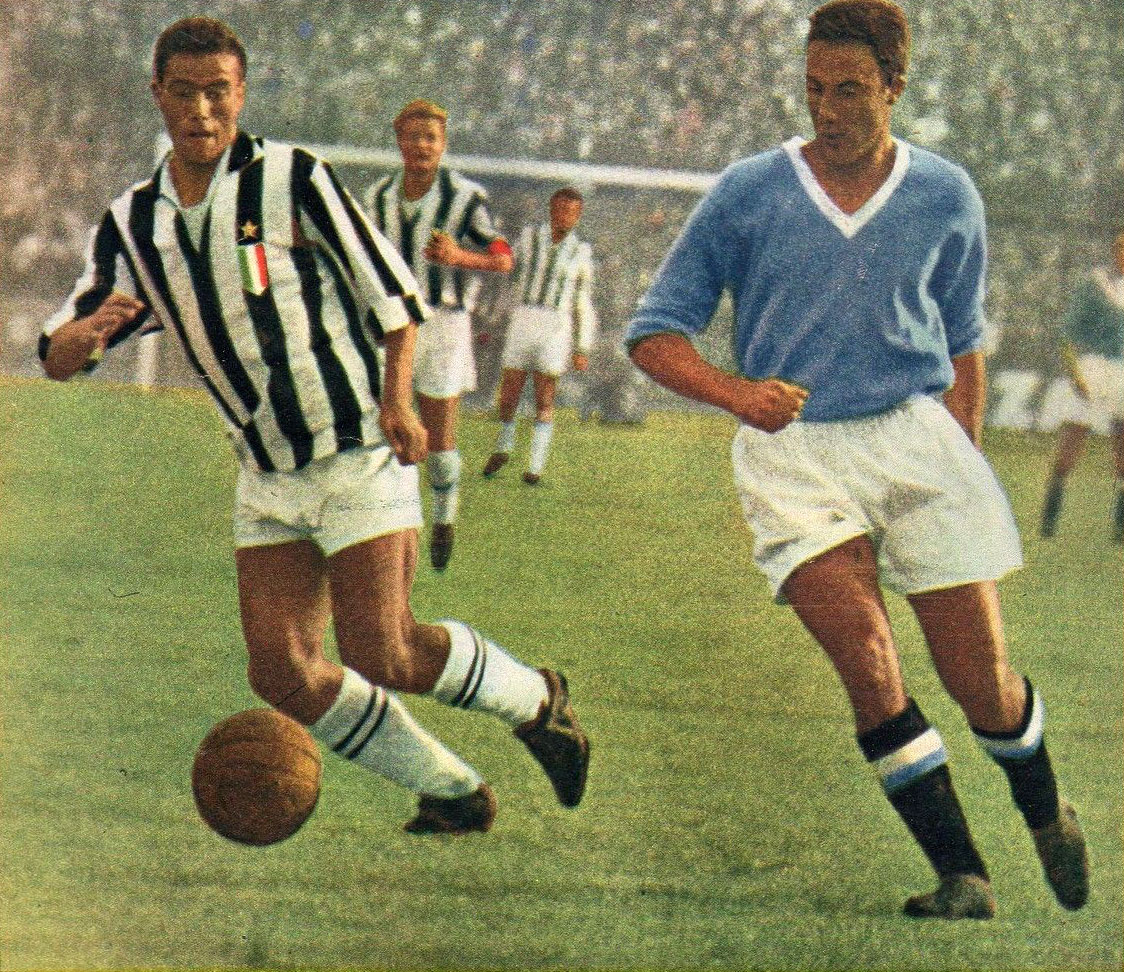
L'ailier juventina Nicolè contre le défenseur Costantini du Naples dans le match de championnat remporté 2-0 par les Turinois, 12 octobre 1958.

Le club turinois joue sa première rencontre le dimanche 21 septembre 1958 lors d'un déplacement contre le SPAL, les deux formations se séparant sur un score vierge, avant que la Vieille Dame n'enclenche enfin la machine la semaine suivante lors d'un 3-0 à domicile contre l'Udinese (avec un but de Charles et un doublé de Boniperti). Trois journées après son premier succès, les bianconeri subissent leur premier revers, 3 buts à rien sur le terrain de la Roma. La semaine suivante, le 26 octobre, ils remportent leur derby della Mole devant 50 000 spectateurs contre la Talmone Torino (it), nouvelle appellation du Toro qui arbore sur les maillots grenats le « T » blanc de son sponsor, par 4 à 3 (réalisations de Sívori (doublé), Stacchini et Nicolè), mais enchaînent ensuite une série de quatre matchs sans défaites (deux matchs nuls et deux défaites), série enfin arrêtée lors de la 11e journée (victoire 3 buts à 1 lors du match rejoué contre l'Inter grâce aux buts de Charles, Nicolè et Sívori).
Le 16 décembre 1958 a lieu l'élection du Ballon d'or 1958, ou pour la première fois de l'histoire de la Juventus, plusieurs joueurs bianconeri finirent dans le classement final, avec le gallois John Charles (figurant au classement pour la seconde année de suite) qui termine à la 4e place, et les italiens Bruno Nicolè et Giampiero Boniperti (respectivement 19e et 25e place).
Trois journées plus tard, pour la première partie de la nouvelle année 1959, la Madama ne peut faire mieux que 2 buts partout contre Bologne chez elle à Turin (buts de Sívori et de Charles sur penalty), puis termine ensuite sa phase aller avec 3 victoires d'affilée. Ce n'est que le 15 mars que les juventini sont à nouveau défaits, lors du match retour de son derby contre la Talmone Torino, sur le score de 3 buts à 2 (buts de Charles et Nicolè pour la Juve), le Toro qui évolue désormais dans le même stade à domicile que l'équipe bianconera. Le club juventino enchaîne ensuite entre les succès et les nuls, et ce jusqu'au 26 avril, début d'une nouvelle série de 3 matchs sans défaites (2 défaites et un nul de la 29e à la 31e journée). Le 28 mai, la Juventus écrase à domicile au Stadio Comunale 4 à 0 Triestina (réalisations de Sívori, de Charles, de Stivanello et de Stacchini), puis, après une nouvelle défaite (1-0 contre la Lazio), gagne son dernier match de la saison, sur le score de 4 à 3 contre le Genoa (grâce à un triplé de Charles et un but de Stivanello), le 7 juin.
La Juventus Football Club, avec une légère baisse de résultats, finit, grâce à ses 42 points, acquis avec 16 succès, 10 matchs et 8 défaites, à la 4e place du classement, quittant donc le podium.

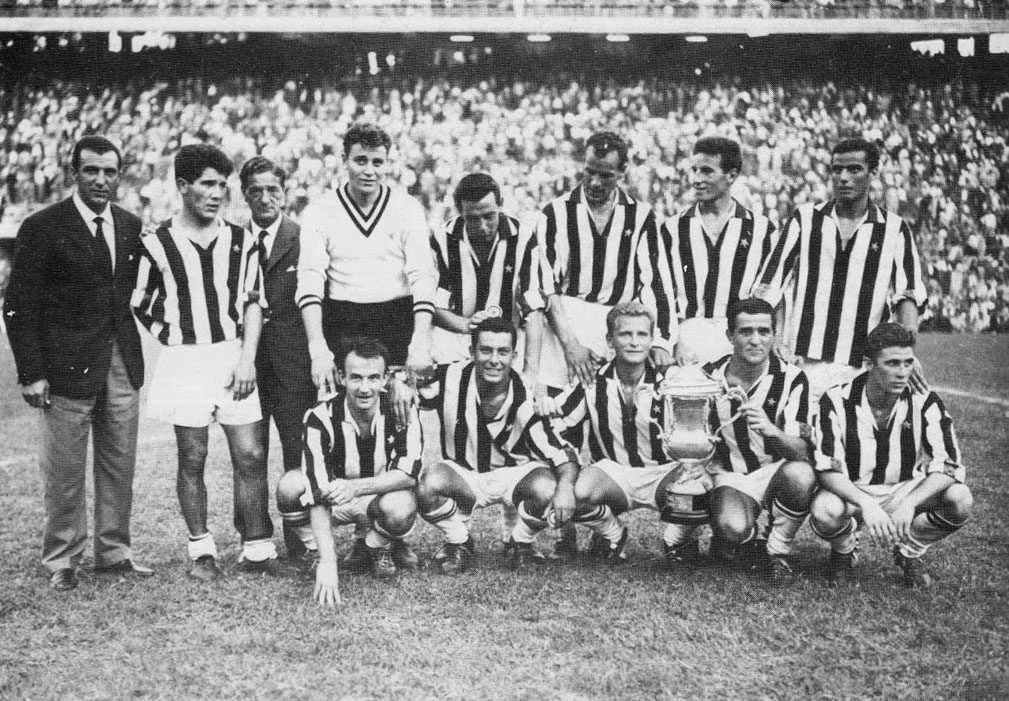
Les bianconeri posant avec le trophée de la Coupe d'Italie après la victoire finale au stade San Siro contre l'Inter Milan (4-1), 13 septembre 1959.

En début de saison, les turinois, champions en titre, furent pour la première fois de leur histoire qualifiés pour la Coupe des clubs champions européens, en participant à l'édition de 1958-1959, débutant par le tour préliminaire.
Pour le premier match de C1 de son histoire, l'équipe piémontaise se retrouve confrontée aux autrichiens du Wiener Sport-Club, et s'impose tranquillement par 3 buts à 1 à Turin grâce à un triplé de l'incontournable Sívori pour le match aller. Lors du retour à Vienne, la Juventus perd totalement ses moyens à la suite de la pression, de l'agonie après une blessure de Charles qui fut emmené à l'hôpital. Le club encaisse alors un sévère 7-0 au Praterstadion et sort donc de la compétition.
Ce fut à la suite de cette défaite, difficile à accepter pour la direction juventina (combinée à une autre défaite à la dernière minute du match en championnat, un 5-4 à domicile contre le Milan), et à la suite d'une mésentente avec la vedette Omar Sívori, que l'entraîneur serbe Ljubiša Broćić fut limogé et remplacé par son assistant Teobaldo Depetrini,.
Malgré cette baisse en championnat et ce revers européen, le club bianconero à l'occasion de se rattraper avec la Coppa Italia, débutant au printemps 1959.
En 8e-de-finale, la Vecchia Signora débute plutôt bien le tournoi en s'imposant après prolongations sur le score de 6 buts à 2 contre Alexandrie, grâce à deux triplés de Charles et Sívori. Le tour suivant, disputé le mercredi 10 juin, voit la Juve s'imposer à nouveau à domicile par 3 à 1 contre la Fiorentina (avec des buts de Stivanello (sur penalty), Charles et Nicolè). C'est ensuite sur le même score que les turinois l'emportent en demi-finale contre le Genoa, grâce aux buteurs Cervato sur penalty, Sívori et Nicolè. Qualifiée pour la finale, se jouant au San Siro de Milan, la Juve affronte les milanais de l'Inter. Malgré le désavantage du terrain, elle parvient finalement à s'imposer facilement sur les lombards sur le score de 4-1 (avec un but de Charles, un doublé de Cervato et un but de Sívori), remportant donc la 3e coupe italienne de son histoire.
Confrontée à plusieurs compétitions, la Juventus a su tenir le rythme en tenant les premiers plans sur tous les tournois auxquels elle prit part, terminant sa saison avec un trophée à son palmarès pour la seconde saison consécutive.

## Déroulement de la saison

### Résultats en championnat
- Phase aller

| dimanche 21 septembre 1958 1re journée | SPAL | 0 - 0 | Juventus | Stadio Comunale, Ferrare 16h00 Arbitre : Marchese |
| dimanche 21 septembre 1958 1re journée |      |       |          | Stadio Comunale, Ferrare 16h00 Arbitre : Marchese |

| dimanche 28 septembre 1958 2e journée | Juventus                        | 3 - 0 | Udinese | Stadio Comunale, Turin 16h00 Arbitre : Butti |
| dimanche 28 septembre 1958 2e journée | Charles 22e · Boniperti 43e 62e |       |         | Stadio Comunale, Turin 16h00 Arbitre : Butti |

| dimanche 5 octobre 1958 3e journée | Padoue        | 1 - 4 | Juventus                                                           | Stadio Silvio Appiani, Padoue 15h30 Arbitre : Orlandini |
| dimanche 5 octobre 1958 3e journée | Brighenti 16e |       | 26e (csc) Blason · 61e Montico · 77e (csc) Zannier · 81e Stacchini | Stadio Silvio Appiani, Padoue 15h30 Arbitre : Orlandini |

| dimanche 12 octobre 1958 4e journée | Juventus               | 2 - 0 | Naples | Stadio Comunale, Turin 15h30 Arbitre : Guarnaschelli |
| dimanche 12 octobre 1958 4e journée | Nicolè 5e · Sívori 47e |       |        | Stadio Comunale, Turin 15h30 Arbitre : Guarnaschelli |

| dimanche 19 octobre 1958 5e journée | Roma                             | 3 - 0 | Juventus | Stadio dei Centomila, Rome 15h00 Arbitre : Rigato |
| dimanche 19 octobre 1958 5e journée | Da Costa 55e 67e · Selmosson 76e |       |          | Stadio dei Centomila, Rome 15h00 Arbitre : Rigato |

| dimanche 26 octobre 1958 6e journée | Juventus                                   | 4 - 3 | Talmone Torino                              | Stadio Comunale, Turin 15h00 50 000 spectateurs Arbitre : Orlandini |
| dimanche 26 octobre 1958 6e journée | Sívori 7e 54e · Stacchini 40e · Nicolè 48e |       | 45e Virgili · 50e (csc) Boldi · 62e Mazzero | Stadio Comunale, Turin 15h00 50 000 spectateurs Arbitre : Orlandini |

| dimanche 2 novembre 1958 7e journée | Fiorentina                                       | 3 - 3 | Juventus                                       | Stadio Comunale, Florence 14h30 Arbitre : Lo Bello |
| dimanche 2 novembre 1958 7e journée | Cervato 30e (pen.) · Montuori 45e · Lojacono 60e |       | 11e (pen.) Ferrario · 13e Nicolè · 32e Charles | Stadio Comunale, Florence 14h30 Arbitre : Lo Bello |

| dimanche 16 novembre 1958 8e journée | Juventus                                               | 4 - 5 | Milan                                           | Stadio Comunale, Turin 14h30 Arbitre : Jonni |
| dimanche 16 novembre 1958 8e journée | Boniperti 39e · Corradi 62e · Charles 73e · Sívori 87e |       | 24e 90+1e Grillo · 30e Galli · 33e 66e Altafini | Stadio Comunale, Turin 14h30 Arbitre : Jonni |

| dimanche 23 novembre 1958 9e journée | Bari         | 1 - 1 | Juventus      | Stadio della Vittoria, Bari 14h30 Arbitre : Ferrari |
| dimanche 23 novembre 1958 9e journée | Bredesen 50e |       | 63e Boniperti | Stadio della Vittoria, Bari 14h30 Arbitre : Ferrari |

| dimanche 30 novembre 1958 10e journée | Juventus                          | 2 - 3 | Lanerossi Vicence                       | Stadio Comunale, Turin 14h30 Arbitre : Butti |
| dimanche 30 novembre 1958 10e journée | Charles 6e (pen.) · Boniperti 34e |       | 17e Agnoletto · 61e Menti · 85e Campana | Stadio Comunale, Turin 14h30 Arbitre : Butti |

| jeudi 18 décembre 1958 11e journée | Inter       | 1 - 3 | Juventus                              | Stadio San Siro, Milan 14h30 Arbitre : Rigato |
| jeudi 18 décembre 1958 11e journée | Bicicli 22e |       | 15e Charles · 41e Nicolè · 61e Sívori | Stadio San Siro, Milan 14h30 Arbitre : Rigato |

| dimanche 21 décembre 1958 12e journée | Juventus   | 1 - 0 | Sampdoria | Stadio Comunale, Turin 14h30 Arbitre : Moriconi |
| dimanche 21 décembre 1958 12e journée | Sívori 16e |       |           | Stadio Comunale, Turin 14h30 Arbitre : Moriconi |

| dimanche 28 décembre 1958 13e journée | Alexandrie     | 2 - 2 | Juventus                 | Stadio Giuseppe Moccagatta, Alexandrie 14h30 Arbitre : Mori |
| dimanche 28 décembre 1958 13e journée | Lorenzi 8e 10e |       | 58e Nicolè · 89e Corradi | Stadio Giuseppe Moccagatta, Alexandrie 14h30 Arbitre : Mori |

| dimanche 4 janvier 1959 14e journée | Juventus                        | 2 - 2 | Bologne                | Stadio Comunale, Turin 14h30 Arbitre : Adami |
| dimanche 4 janvier 1959 14e journée | Sívori 11e · Charles 87e (pen.) |       | 61e Maschio · 90e Bodi | Stadio Comunale, Turin 14h30 Arbitre : Adami |

| dimanche 11 janvier 1959 15e journée | Triestina | 0 - 3              | Juventus | Stadio Giuseppe Grezar, Trieste 14h30 Arbitre : Jonni |
| dimanche 11 janvier 1959 15e journée |           | 11e 58e 75e Nicolè |          | Stadio Giuseppe Grezar, Trieste 14h30 Arbitre : Jonni |

| dimanche 18 janvier 1959 16e journée | Juventus                                                      | 6 - 1 | Lazio        | Stadio Comunale, Turin 14h30 Arbitre : Lo Bello |
| dimanche 18 janvier 1959 16e journée | Sívori 9e 85e · Nicolè 30e 30e · Stivanello 34e · Colombo 60e |       | 16e Bizzarri | Stadio Comunale, Turin 14h30 Arbitre : Lo Bello |

| dimanche 25 janvier 1959 17e journée | Genoa | 0 - 1      | Juventus | Stade Luigi-Ferraris, Gênes 14h30 Arbitre : Orlandini |
| dimanche 25 janvier 1959 17e journée |       | 28e Sívori |          | Stade Luigi-Ferraris, Gênes 14h30 Arbitre : Orlandini |

- Phase retour

| dimanche 1er février 1959 18e journée | Juventus    | 1 - 1 | SPAL         | Stadio Comunale, Turin 14h30 Arbitre : Moriconi |
| dimanche 1er février 1959 18e journée | Charles 63e |       | 26e Morbello | Stadio Comunale, Turin 14h30 Arbitre : Moriconi |

| dimanche 8 février 1959 19e journée | Udinese | 0 - 4                                        | Juventus | Stadio Moretti, Udine 14h30 Arbitre : Jonni |
| dimanche 8 février 1959 19e journée |         | 67e 69e Charles · 80e Boniperti · 82e Nicolè |          | Stadio Moretti, Udine 14h30 Arbitre : Jonni |

| dimanche 15 février 1959 20e journée | Juventus        | 2 - 1 | Padoue           | Stadio Comunale, Turin 15h00 Arbitre : Annoscia |
| dimanche 15 février 1959 20e journée | Charles 18e 71e |       | 9e (csc) Càstano | Stadio Comunale, Turin 15h00 Arbitre : Annoscia |

| dimanche 22 février 1959 21e journée | Naples | 0 - 0 | Juventus | Stadio Arturo Collana, Naples 15h00 Arbitre : Lo Bello |
| dimanche 22 février 1959 21e journée |        |       |          | Stadio Arturo Collana, Naples 15h00 Arbitre : Lo Bello |

| dimanche 2 mars 1959 22e journée | Juventus                 | 2 - 0 | Roma | Stadio Comunale, Turin 15h00 Arbitre : Jonni |
| dimanche 2 mars 1959 22e journée | Charles 63e · Nicolè 67e |       |      | Stadio Comunale, Turin 15h00 Arbitre : Jonni |

| dimanche 15 mars 1959 23e journée | Talmone Torino     | 3 - 2 | Juventus                 | Stadio Comunale, Turin 15h00 40 000 spectateurs Arbitre : Orlandini |
| dimanche 15 mars 1959 23e journée | Virgili 9e 30e 77e |       | 27e Charles · 69e Nicolè | Stadio Comunale, Turin 15h00 40 000 spectateurs Arbitre : Orlandini |

| dimanche 22 mars 1959 24e journée | Juventus           | 3 - 2 | fntina                            | Stadio Comunale, Turin 15h00 Arbitre : Marchese |
| dimanche 22 mars 1959 24e journée | Sívori 38e 63e 86e |       | 28e (pen.) Lojacono · 74e Gratton | Stadio Comunale, Turin 15h00 Arbitre : Marchese |

| dimanche 29 mars 1959 25e journée | Milan        | 1 - 1 | Juventus      | Stadio San Siro, Milan 15h30 Arbitre : Jonni |
| dimanche 29 mars 1959 25e journée | Altafini 47e |       | 73e Boniperti | Stadio San Siro, Milan 15h30 Arbitre : Jonni |

| dimanche 5 avril 1959 26e journée | Juventus                   | 2 - 2 | Bari                 | Stadio Comunale, Turin 15h30 Arbitre : Orlandini |
| dimanche 5 avril 1959 26e journée | Sívori 21e · Stacchino 59e |       | 35e Conti · 47e Erba | Stadio Comunale, Turin 15h30 Arbitre : Orlandini |

| dimanche 12 avril 1959 27e journée | Lanerossi Vicence | 1 - 0 | Juventus | Stadio Romeo Menti, Vicence 15h30 Arbitre : De Robbio |
| dimanche 12 avril 1959 27e journée | Conti 55e         |       |          | Stadio Romeo Menti, Vicence 15h30 Arbitre : De Robbio |

| dimanche 19 avril 1959 28e journée | Juventus                                 | 3 - 2 | Inter                   | Stadio Comunale, Turin 15h30 Arbitre : Lo Bello |
| dimanche 19 avril 1959 28e journée | Emoli 61e · Ferrario 80e · Boniperti 83e |       | 12e Firmani · 76e Corso | Stadio Comunale, Turin 15h30 Arbitre : Lo Bello |

| dimanche 26 avril 1959 29e journée | Sampdoria                | 3 - 2 | Juventus                   | Stade Luigi-Ferraris, Gênes 15h30 Arbitre : Marchese |
| dimanche 26 avril 1959 29e journée | Milani 9e · Mora 49e 83e |       | 71e Leoncini · 88e Charles | Stade Luigi-Ferraris, Gênes 15h30 Arbitre : Marchese |

| dimanche 17 mai 1959 30e journée | Juventus                  | 2 - 2 | Alexandrie                 | Stadio Comunale, Turin 16h00 Arbitre : Righi |
| dimanche 17 mai 1959 30e journée | Colombo 23e · Charles 60e |       | 8e Filini · 65e Pistorello | Stadio Comunale, Turin 16h00 Arbitre : Righi |

| dimanche 24 mai 1959 31e journée | Bologne                            | 4 - 1 | Juventus      | Stadio Comunale, Bologne 16h00 Arbitre : Cariani |
| dimanche 24 mai 1959 31e journée | Pascutti 10e 85e · Bonafin 52e 55e |       | 40e Stacchini | Stadio Comunale, Bologne 16h00 Arbitre : Cariani |

| jeudi 28 mai 1959 32e journée | Juventus                                                  | 4 - 0 | Triestina | Stadio Comunale, Turin 16h00 Arbitre : Grignani |
| jeudi 28 mai 1959 32e journée | Sívori 19e · Charles 24e · Stivanello 65e · Stacchini 83e |       |           | Stadio Comunale, Turin 16h00 Arbitre : Grignani |

| mardi 2 juin 1959 33e journée | Lazio             | 1 - 0 | Juventus | Stadio dei Centomila, Rome 16h30 Arbitre : Groppi |
| mardi 2 juin 1959 33e journée | Corradi 37e (csc) |       |          | Stadio dei Centomila, Rome 16h30 Arbitre : Groppi |

| dimanche 7 juin 1959 34e journée | Juventus                            | 4 - 3 | Genoa                                        | Stadio Comunale, Turin 16h30 Arbitre : De Marchi |
| dimanche 7 juin 1959 34e journée | Charles 5e 59e 64e · Stivanello 69e |       | 12e Maccacaro · 42e Pantaleoni · 83e Abbadie | Stadio Comunale, Turin 16h30 Arbitre : De Marchi |

#### Classement
|  |    | Classement final 1958-1959 | Pts | MJ | V  | N  | D | BP | BC | Dif |
|  | -- | -------------------------- | --- | -- | -- | -- | - | -- | -- | --- |
|  | 1. | Milan                      | 52  | 34 | 20 | 12 | 2 | 84 | 32 | +52 |
|  | 2. | Fiorentina                 | 49  | 34 | 20 | 9  | 5 | 95 | 35 | +60 |
|  | 3. | Inter                      | 46  | 34 | 20 | 6  | 8 | 77 | 41 | +36 |
|  | 4. | Juventus                   | 42  | 34 | 16 | 10 | 8 | 74 | 51 | +23 |

### Résultats en coupe
- 8e-de-finale

| mercredi 22 avril 1959 | Juventus                                   | 6 - 2 (a.p.) | Alexandrie     | Stadio Comunale, Turin Arbitre : Gay |
| mercredi 22 avril 1959 | Charles 43e 97e 118e · Sívori 52e 92e 110e |              | 67e 69e Filini | Stadio Comunale, Turin Arbitre : Gay |

- Quarts-de-finale

| mercredi 10 juin 1959 | Juventus                                         | 3 - 1 | Fiorentina | Stadio Comunale, Turin Arbitre : Gambarotta |
| mercredi 10 juin 1959 | Stivanello 28e (pen.) · Charles 60e · Nicolè 90e |       | 66e Petris | Stadio Comunale, Turin Arbitre : Gambarotta |

- Demi-finale

| dimanche 6 septembre 1959 | Juventus                                     | 3 - 1 | Genoa       | Stadio dei Centomila, Rome Arbitre : Marchese |
| dimanche 6 septembre 1959 | Cervato 35e (pen.) · Sívori 58e · Nicolè 74e |       | 48e Barison | Stadio dei Centomila, Rome Arbitre : Marchese |

- Finale

| dimanche 13 septembre 1959 | Inter       | 1 - 4 | Juventus                                          | Stadio San Siro, Milan Arbitre : Jonni |
| dimanche 13 septembre 1959 | Bicicli 38e |       | 18e Charles · 33e 81e (pen.) Cervato · 66e Sívori | Stadio San Siro, Milan Arbitre : Jonni |

| 3e titre La Juventus vainqueur de la Coupe d'Italie de 1958-1959 |

### Résultats en coupe des clubs champions
- 16e-de-finale

| mercredi 24 septembre 1958 Match aller | Juventus          | 3 - 1 | Wiener Sport-Club | Stadio Comunale, Turin 21h30 40 000 spectateurs Arbitre : Gulde |
| mercredi 24 septembre 1958 Match aller | Sívori 2e 56e 62e |       | 8e Horak          | Stadio Comunale, Turin 21h30 40 000 spectateurs Arbitre : Gulde |

| mercredi 1er octobre 1958 Match retour | Wiener Sport-Club                                         | 7 - 0 | Juventus | Praterstadion, Vienne 19h00 20 000 spectateurs Arbitre : Wyssling |
| mercredi 1er octobre 1958 Match retour | Skerlan 22e · Hamerl 31e 36e 63e 78e · Hof 83e (pen.) 85e |       |          | Praterstadion, Vienne 19h00 20 000 spectateurs Arbitre : Wyssling |

### Matchs amicaux
| dimanche 24 août 1958 | Biellese | 0 - 11           | Juventus |  |
| dimanche 24 août 1958 |          | Buteurs inconnus |          |  |

| dimanche 31 août 1958 | Reggiana         | 3 - 1 | Juventus       |  |
| dimanche 31 août 1958 | Buteurs inconnus |       | Buteur inconnu |  |

| jeudi 4 septembre 1958 | Pro Vercelli   | 1 - 5 | Juventus         |  |
| jeudi 4 septembre 1958 | Buteur inconnu |       | Buteurs inconnus |  |

| jeudi 10 septembre 1958 | Inter       | 1 - 3 | Juventus                                | Stadio San Siro, Milan 50 000 spectateurs Arbitre : Piemonte |
| jeudi 10 septembre 1958 | Firmani 64e |       | 29e Sívori · 47e Nicolè · 50e Stacchini | Stadio San Siro, Milan 50 000 spectateurs Arbitre : Piemonte |

| mercredi 17 septembre 1958 | Juventus         | 5 - 2 | Fiorentina       |  |
| mercredi 17 septembre 1958 | Buteurs inconnus |       | Buteurs inconnus |  |

| jeudi 4 décembre 1958 | Verbania       | 1 - 1 | Juventus       |  |
| jeudi 4 décembre 1958 | Buteur inconnu |       | Buteur inconnu |  |

| jeudi 22 janvier 1959 | Juventus         | 8 - 1 | Saluzzo        |  |
| jeudi 22 janvier 1959 | Buteurs inconnus |       | Buteur inconnu |  |

| vendredi 8 mai 1959 | Juventus         | 11 - 1 | Stadium        |  |
| vendredi 8 mai 1959 | Buteurs inconnus |        | Buteur inconnu |  |

| jeudi 14 mai 1959 | Juventus         | 3 - 1 | Arsenal        |  |
| jeudi 14 mai 1959 | Buteurs inconnus |       | Buteur inconnu |  |

#### Coupe de l'amitié italo-française
| dimanche 14 juin 1959 Match aller | Stade de Reims                                 | 3 - 4 | Juventus                                             | Stade de Paris, Paris 16h00 Arbitre : Campanati |
| dimanche 14 juin 1959 Match aller | Dubaële 11e · Corradi 28e (csc) · Fontaine 43e |       | 46e (pen.) Stivanello · 55e Colombo · 73e 77e Nicolè | Stade de Paris, Paris 16h00 Arbitre : Campanati |

| mercredi 2 septembre 1959 Match retour | Juventus                                              | 5 - 2 | Stade de Reims                   | Stadio Comunale, Turin 21h00 Arbitre : Schwinte |
| mercredi 2 septembre 1959 Match retour | Sívori 1re 85e · Nicolè 38e · Charles 68e · Emoli 89e |       | 21e Piantoni · 23e (csc) Cervato | Stadio Comunale, Turin 21h00 Arbitre : Schwinte |

## Effectif du club
Effectif des joueurs de la Juventus Football Club lors de la saison 1958-1959.

## Buteurs
Voici ici les buteurs de la Juventus Football Club toutes compétitions confondues.
| 25 buts - John Charles - Omar Sívori 18 buts - Bruno Nicolè 8 buts - Giampiero Boniperti 5 buts - Giorgio Stivanello 4 buts - Gino Stacchini | 3 buts - Sergio Cervato - Umberto Colombo 2 buts - Giuseppe Corradi - Flavio Emoli - Rino Ferrario 1 but - Gianfranco Leoncini - Antonio Montico - Francesco Stacchino |